# 天地圖書

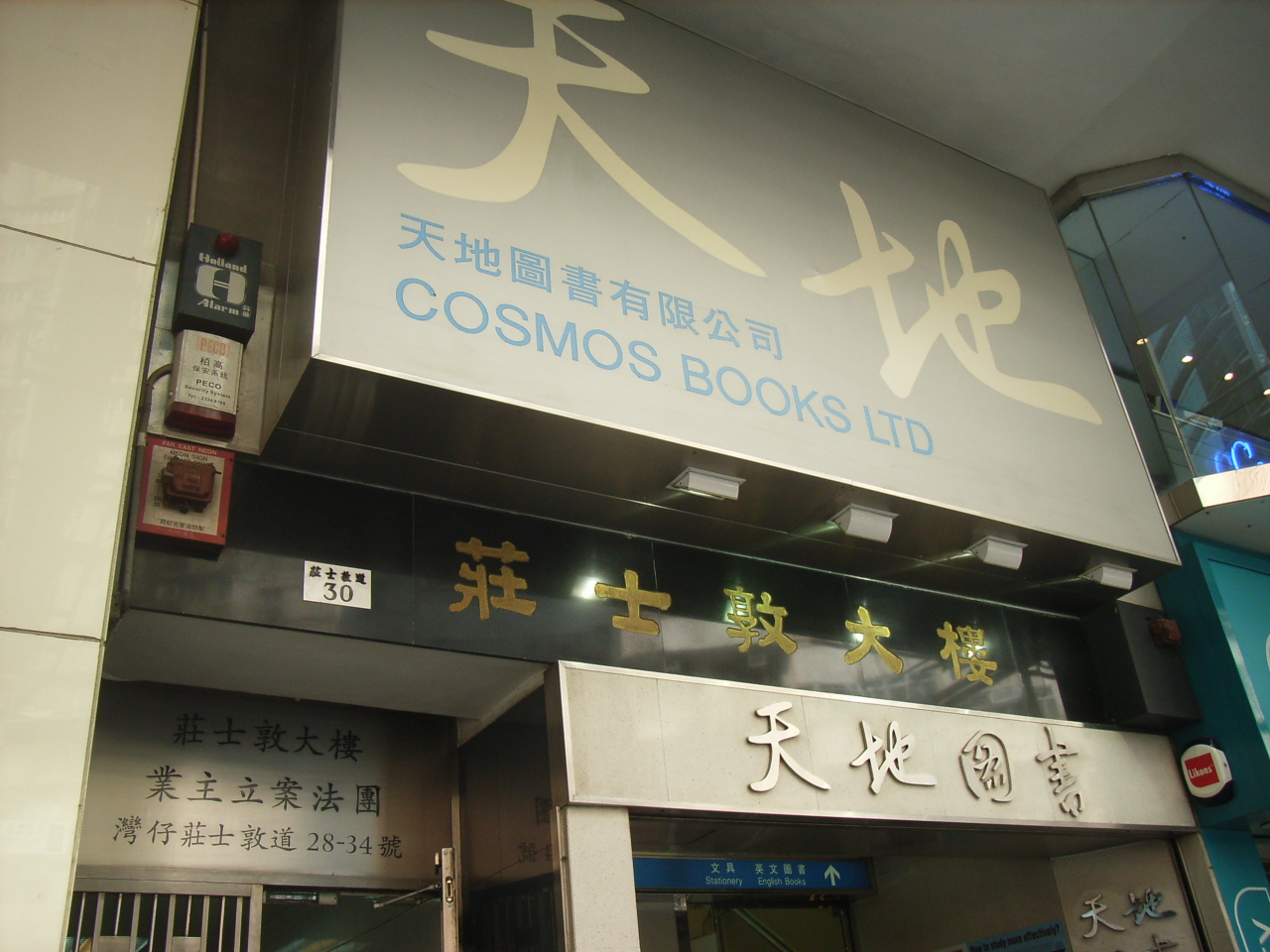
天地圖書在灣仔莊士敦道的門市部

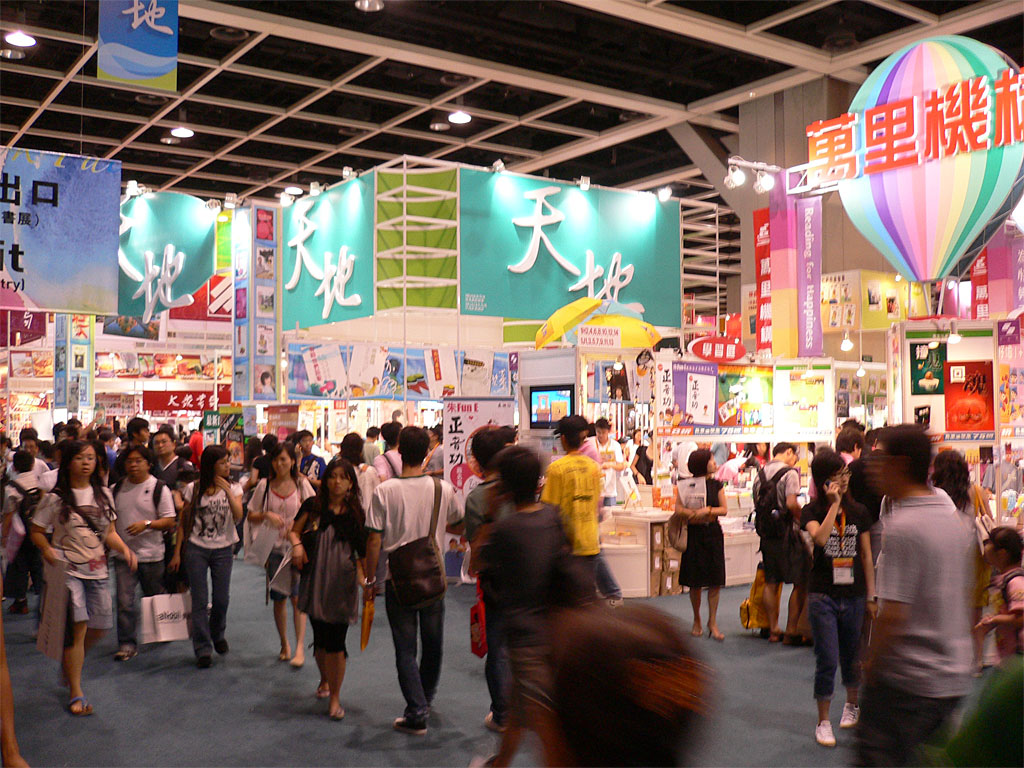
2007年香港書展的天地圖書攤位

天地圖書有限公司（Cosmos Books Ltd.），在1976年成立，是香港出版社之一，集出版、發行及零售於一身。陳松齡是天地圖書董事長。
天地圖書以「以兩條腿走路」的方式營運，一方面出版通俗流行讀物，同時亦出版具有水準文藝作品，兼顧不同讀者群的需要。成立之初，天地圖書出版一些時事評論方面的著作，也出版一些翻譯文學作品、政壇要人的回憶錄及武俠小說，著名武俠小說作家梁羽生的著作都是委託天地圖書出版；1980年代初期，隨著中國內地思想解放，出版內地作家作品集《天地文叢》系列。

## 門市部
位於香港灣仔莊士敦道30號的總店，佔地面積一萬六千多平方呎，為港島最大規模的書店，除中文部外，尚設有英文部、文具部和雜誌部，此外還有附設的小展覽廳，定期舉辦專題展銷和公開座談會。

### 歷史
天地圖書初時只有在香港島開設書籍門市部（總店），自1999年起在尖沙咀彌敦道開設分店，直至2011年九龍店遷至旺角，因租約期滿，九龍店於2015年3月24日下午6時結業。
1999年天地圖書的灣仔總店因電線漏電而引致火警，大批書刊被浸被焚，連裝修估計損失達3,000萬港元。

## 出版部
天地圖書出版流行讀物、消閒小品、嚴肅文學、歷史、政治、社會科學類圖書等。天地圖書的三大皇牌作者是亦舒、李碧華及蔡瀾。

### 歷史
最初是出一些時事評論方面的著作，部份當代西方思想普及讀物（如存在主義、結構主義、佛洛依德等），對介紹新思潮起了一些作用﹔也出版一些翻譯文學作品，如松本清張的推理小說、政壇要人的回憶錄（戴高樂《希望回憶錄》等）﹔後來有於梨華的留學生文學，有亦舒、梁羽生的愛情和武俠小說，巴金的《家》、《春》、《秋》（後來又出版了《巴金小說全集》），然後是李碧華和蔡瀾加入。

## 相關
- 當代散文典藏
- 香港書店列表

## 外部連結
- 官方网站
- 天地圖書的Facebook專頁
- 天地圖書的Instagram帳戶
- 天地圖書的新浪微博
- YouTube上的天地圖書頻道